# McClelland Ridge
McClelland Ridge ist ein hoher und felsiger Bergkamm im ostantarktischen Viktorialand. Er ragt zwischen dem Sanford Valley und dem Thomas Valley im östlichen Abschnitt der Olympus Range des Transantarktischen Gebirges auf.
Das Advisory Committee on Antarctic Names benannte ihn 1997 nach dem US-amerikanischen Topografieingenieur Elias E. McClelland, der zwischen 1971 und 1972 diejenige Mannschaft des United States Geological Survey leitete, deren Arbeiten in einem 6000 km2 großen Gebiet zwischen 160° und 164° östlicher Länge sowie 77° 15′ und 77° 45′ südlicher Breite zur Erstellung von acht 1977 vom Survey veröffentlichten topografischen Landkarten im Maßstab 1:50.000 führten.